# خوسه گونسالس (بازیکن بسکتبال)
خوسه گونسالس (اسپانیایی: José González‎; زاده ۳ اوت ۱۹۱۴ – درگذشته نامشخص) بازیکن بسکتبال اهل شیلی بود. وی در بازی‌های المپیک تابستانی ۱۹۳۶ شرکت کرده‌است.